# Hôn nhân cùng giới ở Zacatecas
Hôn nhân cùng giới ở Zacatecas được hợp pháp từ 30 tháng 12, 2021. Vào ngày 14 tháng 12, 2021, Nghị viện Zacatecas đã thông qua dự luật về Hôn nhân cùng giới với tỉ lệ 18 trên 10.

## Lịch sử pháp lí
| Đảng                               | Thành viên | Có | Không | Trắng | Vắng |
| ---------------------------------- | ---------- | -- | ----- | ----- | ---- |
| National Regeneration Movement     | 9          | 8  |       |       | 1    |
| Institutional Revolutionary Party  | 7          |    | 6     | 1     |      |
| National Action Party              | 3          |    | 3     |       |      |
| Labor Party                        | 3          | 3  |       |       |      |
| Party of the Democratic Revolution | 3          | 3  |       |       |      |
| Social Encounter Party             | 2          | 2  |       |       |      |
| New Alliance Party                 | 2          | 1  | 1     |       |      |
| Ecologist Green Party of Mexico    | 1          | 1  |       |       |      |
| Tổng                               | 30         | 18 | 10    | 1     | 1    |

## Dư luận
Một cuộc thăm dò ý kiến năm 2017 được thực hiện bởi Gabinete de Comunicación Estratégica cho thấy 46% cư dân Zacatecas ủng hộ hôn nhân cùng giới. 49% đã phản đối.